# Пирсиг, Роберт
Роберт Мейнард Пирсиг (англ. Robert Maynard Pirsig; 6 сентября 1928, Миннеаполис, штат Миннесота — 24 апреля 2017) — американский писатель и философ, известный главным образом как автор книги «Дзэн и искусство ухода за мотоциклом» (1974), более чем 4 миллиона экземпляров которой было продано по всему миру.

## Биография
Роберт Пирсиг родился в Миннеаполисе, штат Миннесота, в семье Мейнарда И. Пирсига и Гарриет Мари Сьобек, предки которых были из Германии и Швеции. Его отец окончил юридический факультет Гарвардского университета и с 1934 года преподавал на юридическом факультете Миннесотского университета. С 1948 по 1955 годы Пирсиг-старший являлся деканом юридического колледжа, откуда он уволился в 1970 году. Позже он стал профессором в юридическом колледже имени Уильяма Митчелла, где работал до выхода на пенсию в 1993 году.
Будучи не по годам развитым ребёнком, с коэффициентом IQ 170 в возрасте 9 лет, Роберт Пирсиг пропустил несколько классов и был зачислен в школу Блейк Скул. В 1943 году Пирсиг поступил в Миннесотский университет на факультет биохимии. В книге «Дзэн и искусство ухода за мотоциклом» он описывает себя как далеко не типичного студента. Он был идеалистом, интересуясь наукой ради науки, а не как способом создания карьеры.
Во время лабораторных занятий по биохимии Пирсиг был глубоко взволнован тем, что для объяснения какого-либо явления почти всегда существовало несколько гипотез, и число таких гипотез казалось практически бессчётным. Он не мог не размышлять над этим, и ему казалось, что вся научная деятельность в каком-то смысле застопорилась. Эта проблема так расстроила его, что он был отчислен из университета за провал на экзаменах.
В 1946 году Пирсиг поступил на военную службу и был направлен в Корею, где служил до 1948 года.
После службы в армии он вернулся в Соединённые Штаты и ненадолго поселился в Сиэтле, штат Вашингтон, а затем вернулся в Миннесотский университет и в 1950 году получил степень бакалавра философии. После этого он поступил в Бенаресский индуистский университет (Индия) для изучения восточной философии. Он также написал диссертацию по философии и журналистике в Чикагском университете, но не смог её защитить. Его трудная учёба в этом университете на курсе Ричарда Маккеона описана, с небольшими изменениями, в книге «Дзэн и искусство ухода за мотоциклом». В 1958 году он стал профессором в Университете штата Монтана в городе Бозмен, где в течение двух лет преподавал писательское мастерство.
Перенеся нервное расстройство, в 1961—1963 годах Пирсиг лечился в психиатрических клиниках. После проведения психиатрической экспертизы ему был поставлен диагноз параноидная шизофрения и клиническая депрессия и назначено лечение шоковой терапией. Пирсиг быстро пошёл на поправку и в 1964 году прервал  лечение. В дальнейшем он стал писателем.
После написания книги «Дзэн и искусство ухода за мотоциклом» он вёл одинокий и затворнический образ жизни, подобно писателю Джерому Дэвиду Сэлинджеру. С 1980 года Пирсиг совершал путешествие по Атлантическому океану на лодке и побывал в Норвегии, Швеции, Бельгии, Ирландии, Англии, а также в различных уголках Соединённых Штатов Америки.

## Личная жизнь
Роберт Пирсиг женился на Нэнси Энн Джеймс 10 мая 1954 года. У них два сына — Крис (1956) и Теодор (1958). После того, как Пирсиг был впервые госпитализирован в 1961 году, его жена подала на развод, который состоялся в 1978 году. Вскоре после этого, 31 декабря 1978 года он женился на Вэнди Кимпбэлл.
В 1979 году сын Пирсига Крис, который сыграл важную роль в книге «Дзэн и искусство ухода за мотоциклом», погиб от ножевого ранения, став жертвой разбоя рядом с Центром дзэн-буддизма Сан-Франциско в котором он жил. В более поздних изданиях книги «Дзэн и искусство ухода за мотоциклом» Пирсиг пишет об этом и о том, что он и его вторая жена решили не делать аборт и сохранить ребёнка, зачатого в 1980 году, так как он верил, что этот нерожденный ребёнок станет продолжением той линии жизни, которой шёл Крис. Родившуюся дочь назвали Нелл.

## Опубликованные произведения
Библиография Пирсига состоит из двух романов. Книга «Дзэн и искусство ухода за мотоциклом» рассказывает о его взгляде на понятия «Качество» и «Хорошее». Это практически пересказ от первого лица путешествия на мотоцикле, которое он и его маленький сын Крис совершили из Миннеаполиса в Сан-Франциско.
Рекомендации издателя заканчиваются словами «Эта книга невероятна, гениальна и, держу пари, станет классикой». В одном из ранних интервью Пирсиг отмечал, что книгу отклонило 121 издательство, прежде чем Издательство Уильяма Морроу приняло её к изданию. В своей рецензии на книгу Джордж Стейнер сравнивает её с работами Достоевского, Броха, Пруста и Бергсона, указывая, что "такое утверждение само по себе значимо… просматриваются аналогии с «Моби Диком»". Литературное приложение к газете Times называет работу «Чрезвычайно важной, волнующей, очень трогательной, проникновенной, чудесной книгой».
В 1974 году Пирсигу присуждена стипендия Гуггенхайма, что позволило ему написать книгу «Лайла: Исследование нравственности» (1991), в которой он концентрируется на ценностной метафизике, называемой «Метафизикой Качества», заменяющей субъектно-объектное видение реальности.